# Luca Parmitano
Luca Parmitano (Paternò, 27 september 1976) is een Italiaans ruimtevaarder van de ESA. Parmitano’s eerste ruimtevlucht was Sojoez TMA-09M en vond plaats op 28 mei 2013. De missie bracht een nieuwe bemanning naar het Internationaal ruimtestation ISS. 
In totaal heeft Parmitano twee ruimtevluchten op zijn naam staan naar het Internationaal ruimtestation ISS. Tijdens de eerste missie maakte hij twee ruimtewandelingen. De laatste ruimtewandeling overleefde hij ternauwernood. Door een defect in zijn ruimtepak lekte er water in zijn helm en verdronk hij bijna. Nog net op tijd wist hij de luchtsluis te bereiken. Sinds 2009 is hij lid van het Europees astronautenkorps. 
Parmitano begon in juli 2019 aan zijn tweede ruimtevlucht voor ISS-Expeditie 60 en ISS-Expeditie 61 en landde op 6 februari 2020. Tijdens zijn verblijf maakte hij vier ruimtewandelingen om te werken aan de Alpha Magnetic Spectrometer.